# Грабштейн
Грабштейн (чеськ. Grabštejn) — замок, розташований у Чехії.

## Історія
Замок Грабштейн (назва походить від нім. Grafenstein) розташований в Чехії, неподалік від міста Ліберець, поруч із кордоном трьох країн: Чехії, Німеччини та Польщі.
Замок Грабштейн був заснований в XIII столітті і довгий час належав дворянам з роду Дона. У 1562 році замок купив канцлер Георг Мехель Стрелик й проживав тут з 1566 по 1586 рік.
При Георгу Мехелю Стрелику добудували дім для обслуговуючого персоналу, який був перебудований у 1830 році в стилі класицизм. Незадовго до цього, в 1818 році, Крістіан Клам-Галлас перебудував Новий замок, що знаходиться прямо під старим і був зведений на цьому місці раніше. Він оточив замок великим парком, де росли рідкісні й цінні види рослин.
Незважаючи на пожежі, що зруйнували верхні поверхи замку в 1843 році, Старий замок зберіг свій первісний вигляд у стилі Ренесансної архітектури.
Рід Клам-Галлас володів замком з 1704 року аж до 1945 року, коли споруда була конфіскована. Після Другої світової війни замок був відкритий для відвідувачів аж до 1953 року, коли він був переданий у підпорядкування Міністерства оборони. За час перебування армії в замку його стан помітно погіршився.

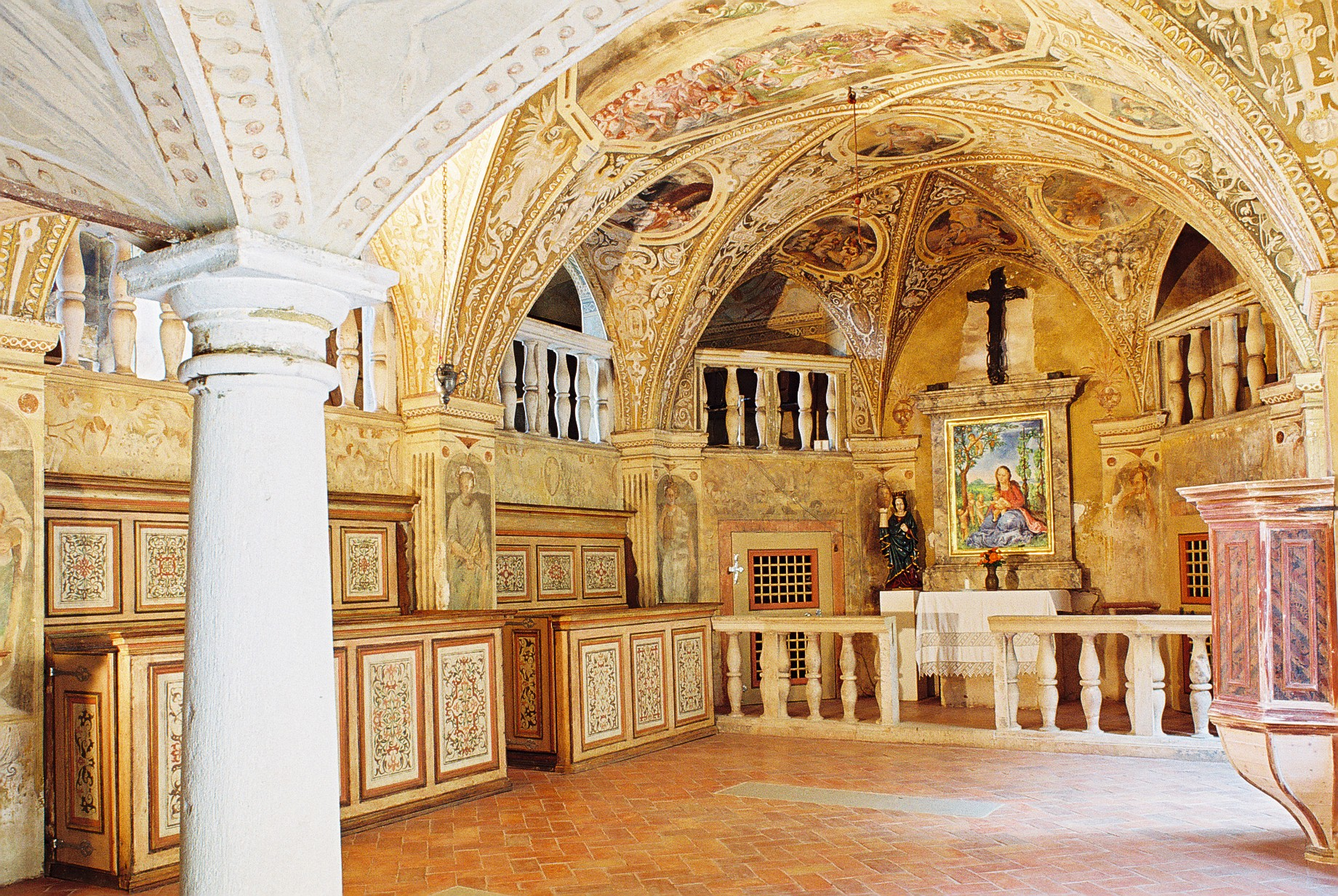
Каплиця святої Варвари

### Сьогодення
Реконструкція та реставрація замку розпочалися в 1989 році. В наші дні Грабштейн є одним із замків у Чехії, які найбільш активно реставруються. У 1993 році Грабштейн був знову відкритий для широкої громадськості. З вежі замку, також відкритої для відвідувачів, відкривається чудовий вид на кордон трьох країн, північне крило замку й мальовничі пагорби, які оточують споруду з усіх боків.

### Каплиця святої Варвари
Одне з найпривабливіших місць у замку — каплиця святої Варвари, прикрашена чудовими малюнками тварин, людей, а також геральдичними мотивами XVI століття, виконаних в стилі Ренесансу.